# Martin Sheen
Martin Sheen, rodným jménem Ramón Gerardo Antonio Estévez (* 3. srpna 1940 Dayton, Ohio) je americký herec.
Pochází z přistěhovalecké rodiny, otec byl španělský dělník, jeho matka pocházela z Irska. Od mládí toužil stát se hercem. V divadle začal vystupovat na Broadwayi již koncem 50. let 20. století. Od roku 1956 vystupuje v různých amerických televizních seriálech, v Hollywoodu se prosadil až v roce 1967 ve snímku Incident.
Proslul, mimo jiné, také jako představitel prezidenta USA v americkém televizním seriálu Západní křídlo, vedoucího prezidentské kanceláře si pak zahrál i ve snímku Americký prezident.
Všechny čtyři jeho děti – Emilio Estevez, Ramon Estevez, Charlie Sheen a Renée Estevezová – jsou také herci.
Dabuje také počítačové hry. Jeho hlas se objevuje například v počítačové hře Mass Effect 2 a Mass Effect 3, kde dabuje postavu Illusive Mana, vůdce lidské xenofobní teroristické organizace Cerberus.

## Filmografie, výběr
- 1967 Incident
- 1970 Hlava 22
- 1973 Zapadákov
- 1976 Přejezd Kassandra
- 1979 Orlí pero
- 1979 Apokalypsa
- 1980 Tajemná záře nad Pacifikem
- 1982 Gándhí
- 1983 Mrtvá zóna
- 1985 The Fourth Wise Man
- 1987 Wall Street
- 1987 The Believers
- 1991 JFK
- 1991 Pokojská
- 1993 Žhavé výstřely 2
- 1993 Bitva u Gettysburgu
- 1995 Americký prezident
- 1998 Babylon 5: Řeka duší
- 2002 Chyť mě, když to dokážeš
- 2006 Skrytá identita
- 2006 Bobby
- 2009 Spiknutí: Echelon
- 2009 Láska na druhý pohled
- 2012 Hledám přítele pro konec světa
- 2012 Kurz sebeovládání – televizní seriál
- 2012 Amazing Spider-Man
- 2014 Amazing Spider-Man 2
- 2014 Selma
- 2016 Pravidla neplatí